# San Gervasio Bresciano
San Gervasio Bresciano es una localidad y comune italiana de la provincia de Brescia, región de Lombardía, con 2.000 habitantes.

## Evolución demográfica
| Gráfica de evolución demográfica de San Gervasio Bresciano entre 1861 y 2001 |
|                                                                              |
| Fuente ISTAT - elaboración gráfica de Wikipedia                              |